# William Conybeare
William Daniel Conybeare (Horsham, 7 juni 1787 - Winchester, 12 augustus 1857) was een Engelse geoloog en paleontoloog. Conybeare was in het victoriaanse tijdperk een van de stichters van de moderne stratigrafie.

## Werk
Conybeare was de zoon van een priester en studeerde aan het Christ Church van de University of Oxford. Na zijn wijding werkte hij zelf ook als priester. Hij volgde colleges van de natuuronderzoeker John Kidd (1775–1851) waardoor hij geïnteresseerd raakte in geologie.
Conybeare maakte na zijn studie te hebben afgerond verschillende geologische onderzoeksreizen door Groot-Brittannië en het vasteland van Europa. Daarnaast was hij een van de eerste leden van de Geological Society of London. Hij was een belangrijke invloed op andere victoriaanse geologen zoals William Buckland (1784-1856) of Adam Sedgwick (1785-1873).
Zijn eigen onderzoek was vooral gericht op stratigrafie en fossielen. Zo was hij de eerste die een (door Mary Anning gevonden) fossiel van een plesiosauriër beschreef. Hij was in 1822 de naamgever van de mosasaurus, een fossiel dat tot dan toe bekend stond als het "grote dier uit Maastricht". Samen met Buckland publiceerde hij in 1824 een onderzoek over de steenkoolvoorkomens van Zuidwest-Engeland. Hij onderzocht ook de gesteentelagen in het dal van de Theems, schreef over de ideeën over gebergtevorming van Léonce Élie de Beaumont en onderzocht een aardverschuiving die in 1839 in de buurt van Lyme Regis plaatsvond.
Conybeares belangrijkste werk is het samen met William Phillips geschreven boek Outlines of the Geology of England and Wales, dat in 1822 verscheen en waarin de stratigrafie van Groot-Brittannië beschreven werd. In het boek wordt onder andere voor het eerst de naam Carboniferous gebruikt voor het stratigrafische systeem waarin de steenkoollagen voorkomen.

## Erkenning
Conybeare was lid van de Royal Society en het Institut de France. Hij werd in 1844 met de Wollaston Medal van de Geological Society onderscheiden.
- Gemeinsame Normdatei: 1055131868
- International Standard Name Identifier: 0000 0001 2277 7505
- Library of Congress Control Number: nr00005906
- Nationale bibliotheek van Australië: 35431631
- Nationale Bibliotheek van Israël: 987007282066005171
- Nederlandse Thesaurus van Auteursnamen: 401399788
- Istituto Centrale per il Catalogo Unico: TA1V089845
- SNAC: w6p84jhn
- Système universitaire de documentation: 149669143
- Trove: 950478
- Virtual International Authority File: 27420313
- WorldCat: E39PBJxxhmPKMW6RfdFFDbRFrq